# Juan Manuel Santisteban
Juan Manuel Satisteban Lapeire (Ampuero, Cantábria; 25 de outubro de 1944 - Catânia, 21 de maio de 1976) foi um ciclista espanhol, profissional entre 1970 e 1976, cujos maiores sucessos desportivos conseguiu-os na Volta a Espanha onde obteve duas vitórias de etapa.
Faleceu em 1976 como consequência da queda que sofreu enquanto disputava a primeira etapa do Giro d'Italia. Foi a segunda vez que falecia um ciclista nesta prova depois da perda de Orfeo Ponsin em 1952.
Em 2002 criou-se o Memorial Juan Manuel Santisteban, uma prova ciclista dentro do calendário amador espanhol, que leva seu nome a modo de lembrança.

## Palmarés
| - 1971 - 1 etapa da Volta a Levante - 1 etapa da Volta às Astúrias - 1 etapa da Volta a Cantábria - 1972 - 1 etapa da Volta à Catalunha - 1973 - 1 etapa da Volta a Espanha | - 1974 - 1 etapa da Volta a Espanha - Volta às Astúrias, mais uma etapa - 1 etapa da Volta a Aragão - 1 etapa da Dauphiné Libéré - Três Dias de Leganés - 1 etapa da Volta aos Vales Mineiros - 1976 - 1 etapa Volta à Andaluzia |

## Resultados em Grandes Voltas
Durante a sua carreira desportiva conseguiu os seguintes postos nas Grandes Voltas:
| Corrida         | 1969 | 1970 | 1971 | 1972 | 1973 | 1974 | 1975 | 1976 |
| --------------- | ---- | ---- | ---- | ---- | ---- | ---- | ---- | ---- |
| Giro d'Italia   | -    | -    | -    | -    | -    | -    | -    | Ab.  |
| Tour de France  | -    | -    | -    | -    | -    | -    | -    | -    |
| Volta a Espanha | -    | 10.º | Ab.  | -    | 41.º | 39.º | 43.º | 31.º |

## Equipas
- La Casera-Peña Bahamontes (1969)
- Karpy (1970-1972)
- Monteverde (1973)
- Kas (1974-1976)